# 君しかいらない
『君しかいらない』（きみしかいらない）は、吉住渉による日本の漫画作品。

## 概要
『りぼん』（集英社）に連載されていた。単行本は全2巻、文庫版全1巻。文庫版には、作者による後日談が掲載されている。

## あらすじ
成績優秀だが、恋には奥手な高校生・十時集。放課後の教室で出会った転校生・栗原朱音に一目惚れをした集は、突然やってきた初恋の甘さに舞い上がる。しかし彼女には、16歳にしてバツイチという衝撃的な過去があった。集はそれを知って衝撃を受けるも朱音が好きという自分の気持ちを抑えられず気持ちを伝えようとする。告白しようとした矢先に朱音の前夫である橘川恭一が朱音の前に現れる。

## 登場人物
栗原朱音（くりはら あかね）
本作の主人公。16歳の女子高校生。生まれつき体が弱く入院していたが、手術によって回復している。その時の担当医・橘川を大人になるまで待てないほど好きになり、周囲の反対を押し切って結婚した。橘川の浮気が原因で3か月で離婚、バツイチという状況で、集たちが通う高校に転入してくる。見た目は優しく落ち着いていて、本来はおっとりしていて穏やかな性格だが、離婚時のトラウマが原因で攻撃的な性格になってしまい、うじうじした人間や自分勝手な人間の前ではガラリと豹変し、人が変わったように口調が変わり啖呵を切る。
最終的には、女子大卒業後OLに。集とはずっと仲の良いカップル。
十時集（ととき あつむ）
本作のもう1人の主人公。16歳の男子高校生。担任の渋谷に東大理IIIを強く勧められるほど成績優秀。医者になるつもりはない。高校2年生で朱音に会うまでは女に対して非常に奥手だったが、転校してきた朱音に教室で出会い一目惚れ。素直で思いやりがある性格。
最終的には、東大理Iに現役合格。卒業後は一流企業に就職。
橘川恭一（きっかわ きょういち）
朱音の元夫で元主治医。女性関係はルーズ（本気で好きなのは朱音だけ）。朱音とは自身の浮気が原因で離婚。『浮気』は『本気』じゃないから良いというスタンスで悪びれることがなかったが、その点が朱音とは考え方が違い、半ば強引に離婚された。離婚後もなんとか朱音の気持ちを取り戻そうとする。仕事に関しては大変真面目で、目標を持って頑張っている（その点に関しては朱音も尊敬していた）。最先端の設備が整った大学病院で、新しい治療法の研究に取り組んでいる。
年の離れた弟の拓人（ひろと）は朱音に憧れる気持ちを持っている。
最終的には、相変わらず女性関係は派手だが、朱音を忘れられず長く独身でいる。40代くらいで朱音と違うタイプのいい人と出会い再婚。
栗原萌（くりはら もえ）
朱音の妹。ませている。姉が大好きで彼女が幸せになるよう自分で動くなど、姉のことで頭がいっぱいのシスコンな気質を持っている。それにより、求の淡い初恋は実る日は遠い。りぼん本誌では朱音を押しのけてりぼんの表紙を飾ったことがある（朱音が高校生で既にバツイチという、読者が感情移入しにくいヒロインである事が原因である）。
最終的には、求とカップルになる。男の子より部活や趣味の方に夢中で、あまり構ってやらない。でも一応好き。
十時求（ととき もとむ）
集の弟。萌とは同級生で、初めて勉強でも運動でもゲームでも負けたため、対抗意識を燃やしている間に彼女に惹かれる。
最終的には、ずっと萌に片想い。高校で思い切って告白して付き合うも、片想いに近い状態。

## 書誌情報
- りぼんマスコットコミックス 全2巻
  - 第1巻 1996年10月発行 ISBN 4-08-853882-X
  - 第2巻 1997年2月発行 ISBN 4-08-856002-7
- 集英社文庫(コミック版) 全1巻
  - 2007年9月発行 ISBN 4-08-618649-7